# Anthurium parasiticum
Anthurium parasiticum là một loài thực vật có hoa trong họ Ráy (Araceae). Loài này được (Vell.) Stellfeld miêu tả khoa học đầu tiên năm 1950.